# Lupenitka dvouoká
Lupenitka dvouoká (Pulchriphyllium bioculatum, syn. Phyllium bioculatum), je druh strašilky z čeledi lupenitek pocházející z tropické Asie, Madagaskaru, Mauriciu a Seychel. Poprvé ho popsal George Robert Gray v roce 1832. Má extrémně zploštělé, nepravidelně tvarované tělo, křídla a nohy. Obvykle mají 5–10 cm na délku. Jejich velká kožovitá křídla mají žíly, které vypadají podobně jako žilnatina na konkrétním typu listu, na kterém se vyskytují, což napomáhá zamaskování organismu. Vědecký název „bioculatum“ znamená v latině „dvouoký“ a odkazuje na dvě tečky umístěné na břiše tohoto konkrétního druhu.

## Popis
Lupenitka dvouoká má zelené široké tělo a nohy a často má skvrny. Samice i samci se vyskytují v odstínech zelené, žluté a oranžové. V dospělosti jsou nazelenalé nebo nahnědlé. Délka samce se pohybuje od 66–94 mm. Přední křídla a maskování organismu využívají k obraně. Tykadla samic jsou velmi krátká, zatímco tykadla samců jsou delší. Dospělé samice mají 46–69 mm na délku. Tento druh má také zadní křídla, která používají k létání pouze samci. Samice je nepoužívají. Mladé lupenitky dvouoké jsou přibližně 2 cm dlouhé a tmavočerveně zbarvené. Samice naklade za svůj život v průměru až 500 vajíček.

## Ekologie
Jsou to pomalu se pohybující býložravci a při obraně spoléhají na své maskování. Predátory lupenitek dvouokých jsou ptáci, obojživelníci a plazi. Samičky se dožívají 4–7 měsíců, zatímco samci pouze 3 týdnů až 1 měsíce.

## Rozšíření
Lupenitky se vyskytuje hlavně v tropických oblastech a deštných pralesích, kde je k dispozici dostatečné množství vegetace ke konzumaci. Je rozšířen v jihovýchodní Asii, na Borneu, Číně, Indii, Srí Lance, Jávě, Malajsii, Singapuru a Sumatře. Vyskytuje se také na Madagaskaru, Mauriciu a Seychelách. Nicméně lupenitka dvouoká je endemický druh na Seychelách, ostatní záznamy odkazují na jiné druhy.
Ideální teplota pro tento druh se pohybuje v rozmezí 24–28 °C, která se v noci může mírně snížit o 2–3 °C. Teplota druh silně neovlivňuje, ale zpomaluje vývoj. Je důležité, aby teplota neklesla pod 22 °C. Nízká vlhkost může způsobit stres, někdy až smrt.

## Potrava
Jako býložravec se lupenitka dvouoká živí hlavně rostlinami z rodu mango, guava, Nephelium lappaceum (rambutan), v zajetí někteří přijímají rostliny z rodu dub a ostružiník.

## Rozmnožování
Inkubace probíhá od 5–7 měsíců při teplotě okolo 25 °C. Vejce jsou béžovohnědá a asi 6–7 mm velká.
Mnohokrát však snesená vajíčka nejsou oplodněna kvůli partenogenezi. Jedná se o formu nepohlavní reprodukce vyskytující se u samic, kdy k růstu a vývoji embryí dochází bez samce. Vejce jsou oválného nebo soudkovitého tvaru. Vyskytují se různé typy vajíček. Vajíčka tohoto druhu jsou katapultována zpětným pohybem břicha. Pokud jsou vajíčka oplozená, pak inkubace trvá 3–4 měsíce, u neoplozených vajíček 6 měsíců. Neoplozená vajíčka se líhnou pouze se samicemi, zatímco oplozená mohou být samec nebo samice. Samice klade asi 100 vajíček v intervalech několika dnů. Larvy jsou červené při vylíhnutí, ale zelené během tří až sedmi dnů. Samice snese průměrně 3 vajíčka za den.